# プリンセスみゆき
プリンセスみゆきはくすぐりキャットファイト団体、くすぐリングスに所属するファイター。
愛称　みゆき
くすぐリングスの象徴的存在で人気の高いファイター
くすぐリングスの初期メンバーであり、数々の試合で活躍した名選手。パンツは白やピンク、青を着用する事が多い。

## プレースタイル
身長162センチ、体重は非公表であるが細目の体格である。繊細な指使いを駆使して相手からギブアップを奪うテクニシャンタイプの選手である。
反面パワーは全選手の中では下の方になるが、耐久力が高く簡単にはギブアップを奪われない強さを持っている。人気選手故に複数から狙われてしまう事も多い。

## 来歴
2001年にくすぐり男爵によりくすぐリングスが発足。そこでエースとして指名されたのがみゆきであった。その理由として「見た目もよく、くすぐられても絵になる選手だった。」とくすぐり男爵は語っており、実際の試合でも多くのくすぐりシーンを作り出した。
【創成期】
当時のくすぐリングスはまだ単独で行えるほど規模は大きくなく、他のキャットファイト団体の合間に試合を行っていた。みゆきはそこで経験を積んでいく事になる。対戦相手に多彩なくすぐり攻撃を魅せる一方で試合中に外野からくすぐられるなど当時から標的にされていた。
【カンフーみきとの出会い】
デビューから三連勝と勢いにのるみゆきが四戦目に対戦したのがその後“生涯のライバル”とも言えるカンフーみきとの初対戦となった。身長170センチ近くあるカンフー相手にみゆきは防戦一方となり、1Rはほとんどくすぐられてしまう。続く第二ラウンドでは審判の亀頭タケルがみゆきに反則があったとし、数秒間羽交い締めの体勢となりくすぐられ、更にくすぐり男爵が外野からくすぐり棒を使って太ももをくすぐる邪魔が入るなど実質1v3の状況であった。そんな中でもみゆきは必死に戦い抜き見事勝利を収めている。
【メジャーデビュー】
2002年にはファイターも集まり遂に単独での興行を行う事になった。この試合は初のDVD収録となり事実上のデビュー作とも言えた。この試合には前述のカンフーに加え、【ジェーンマヤ】、【宇多まろん】など後に数々の試合に出場する事になるメンバーが揃っていた。
1回戦は素人女性を終始圧倒。経験の差を見せつける結果となった。
続く準決勝の相手はライバルのカンフーみき。この試合では制服姿のみゆきのスカートが終始めくり上がりピンクのパンツが丸見えとなる展開に。お互い死闘を尽くした結果なんとかみゆきが勝利を収めた。
そして迎えた決勝戦の相手は強敵ジェーンマヤを破った宇多まろん。経験値、テクニック共に勝るみゆきが圧倒的に有利かと思われたが既に2試合行っているみゆきは体力が失われており、不利な状況で試合に望む事になった。幾度となくくすぐられパンツも丸出しであったが見事に勝利。初代女王に輝いた。